# Hàn Khởi
Hàn Khởi (giản thể: 韩起; phồn thể: 韓起; bính âm: Hán Qǐ, ?-514 TCN), tức Hàn Tuyên tử (韓宣子), là vị tông chủ thứ sáu của họ Hàn, một trong lục khanh nước Tấn thời Xuân Thu trong lịch sử Trung Quốc, và là tổ tiên của các vị vua nước Hàn, một trong Thất hùng thời Chiến Quốc sau này.

## Sự nghiệp
Hàn Khởi là con thứ của Hàn Quyết, vị tông chủ thứ hai của họ Hàn. Sau khi cha mất, huynh trưởng của Hàn Khởi là Hàn Vô Kị có bệnh nên không thể kế tập, do đó Hàn Khởi được phong làm đại phu.
Năm 560 TCN, Tấn Điệu công phong cho Hàn Khởi làm thượng quân tá.
Năm 547 TCN, công tử nước Ngô là Ngô Quý Trát đến nước Tấn, giao du với Hàn Khởi cùng Triệu Vũ và Ngụy Thư. Quý Trát dự đoán chính sự nước Tấn sẽ về tay 3 họ này.
Năm 541 TCN, Trung quân Nguyên soái Triệu Vũ qua đời, Tấn Bình công phong cho Hàn Khởi lên thay làm Trung quân Nguyên soái, chính khanh nước Tấn.
Năm 514 TCN, Hàn Khởi qua đời, con ông là Hàn Tu lên kế tập, tức Hàn Trinh tử.